# Gunnar Kulldorff

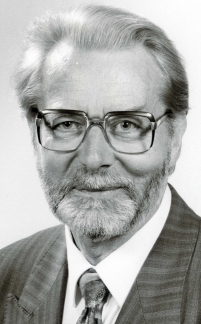
Gunnar Kulldorff

Gunnar Kulldorff (ur. 1928, zm. 2015) – szwedzki statystyk, profesor Uniwersytetu w Umeå. W latach 1989–1991 pełnił funkcję przewodniczącego International Statistical Institute. Po upadku Związku Radzieckiego brał udział w instytucjonalizacji nauki statystyki na terenie krajów bałtyckich, dawnych republik radzieckich. W 2006 r. został uhonorowany tytułem doctora honoris causa Uniwersytetu Wileńskiego.